# Preparace

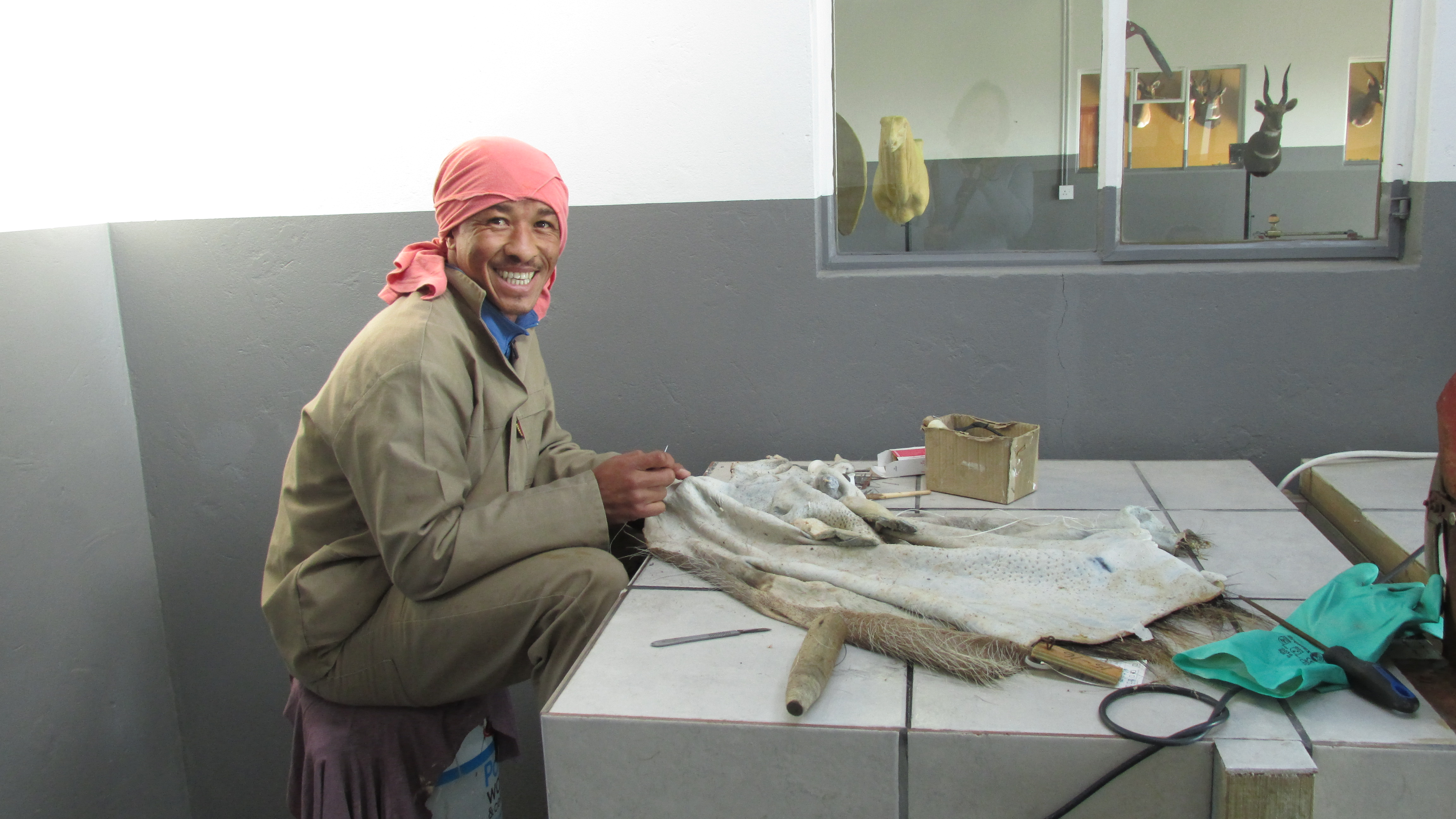
Preparace

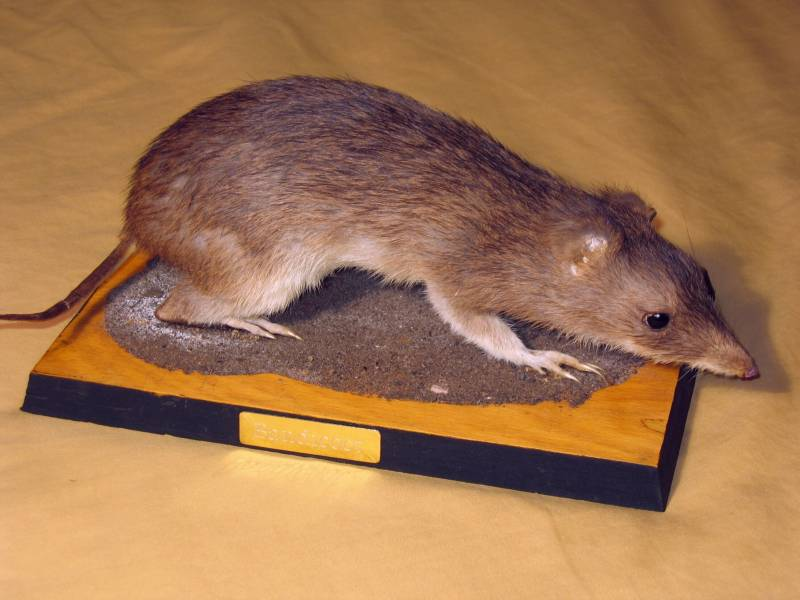
Vypreparovaný bandikut nosatý

Preparace je úprava přírodního objektu (přírodniny), aby mohl být zkoumán či pozorován, přičemž úprava musí být taková, aby ztráta informací o objektu byla co nejmenší.
Například zvířecí kůže se po úpravě a napuštění speciálními látkami natáhne na skelet. Dříve se vycpávalo senem, trávou nebo textilem. V současnosti se kostry vyrábějí z polymerů.
Při preparaci geologického materiálu se vyjme určitá část, např. zkamenělina z horniny.
K preparaci se používají speciální nástroje.